# Socomec
 (avril 2012).
 (novembre 2024).
Socomec est un groupe familial centenaire qui conçoit, fabrique et commercialise des équipements électriques avec une forte expertise dans les applications d'énergie critique.
Créé en 1922 à Benfeld, dans le centre de l’Alsace, Socomec y a conservé son siège social tout en ayant 30 filiales commerciales et 12 sites industriels dans le monde (6 en Europe, 3 en Asie-Pacifique et 3 en Amérique du Nord).
Socomec assure la maîtrise totale de la conception, de la fabrication et de la commercialisation de ses produits et solutions.

## Historique

### 1922 – 1950: les années fondatrices
Joseph Siat, ingénieur dans le textile, fonde la Société des Ateliers de Constructions Électromécaniques du Bas-Rhin avec deux associés, Aloyse Pfeiffer et Alfred Menzler. Installée à Benfeld, la société fabrique des interrupteurs à levier, des coupe-circuit à lamelles, des isolateurs en porcelaine, des sonnettes…  Elle compte 11 personnes. Ces années se caractérisent par une production hétérogène de composants électriques et la conquête du marché national français avec, déjà, quelques contrats à l’étranger. Autre trait de caractère qui rythmera la vie de l’entreprise : l’innovation dans le domaine social. Après le décès de leur père en 1945, ses fils Pierre et Maurice Siat reprennent la direction de l’entreprise.

### 1950 – 1990: les années d’expansion
La troisième génération de la famille rejoint la société, Benoît et Jacques Siat et Bernard Steyert qui en prend la direction. Sous son impulsion, Socomec s'attaque au marché des équipements de distribution et de sécurité de l’énergie, et notamment les onduleurs. L’entreprise renforce sa présence à l’étranger et se modernise.

### 1990 – à nos jours: à l’heure de la mondialisation
Socomec crée de nombreuses filiales en Europe, mais aussi en Inde, aux États-Unis, en Chine et dans le reste de l'Asie. L’entreprise  acquiert une réputation de spécialiste et ses produits sont présents dans tous les secteurs de l’économie.  Ses activités traditionnelles dans les domaines de l’énergie critique et du contrôle-sécurité de l’énergie s’enrichissent de deux nouveaux domaines : l’énergie solaire et l’efficacité énergétique. Ivan Steyert, représentant de la quatrième génération du fondateur, devient Président Directeur Général du groupe international qui est toujours indépendant.

## Activités
Le savoir-faire de l'entreprise s'exerce dans les quatre applications suivantes :

### Critical Power
L’hébergement, le traitement et l’échange de données informatiques, le pilotage de process sensibles ou encore la sécurisation d’opérations critiques exigent la continuité de service. Cette continuité passe obligatoirement par une permanence d’alimentation en énergie électrique de qualité adaptée aux besoins des divers utilisateurs. 
Socomec fournit les technologies essentielles capables d’assurer une alimentation à haute disponibilité des équipements et des bâtiments critiques, à savoir :
- L’alimentation sans interruption (ASI) qui fournit  une énergie de qualité et pallie les perturbations et interruptions de l’alimentation primaire grâce à son stockage d’énergie,
- La commutation de sources à haute disponibilité pour transférer l'alimentation vers une source de secours opérationnelle,
- La surveillance permanente des équipements de l’installation pour prévenir les défaillances et réduire les pertes d’exploitation,
- Le stockage de l'énergie[7] pour assurer un bon mix énergétique des bâtiments et pour la stabilisation du réseau.

### Power Control & Safety
Power Control & Safety est le département relatif aux domaines de la coupure, de la commutation, du contrôle d’isolement et de la protection fusible et électronique. Ces fonctions permettent :
- Le sectionnement et la coupure en charge pour les applications les plus exigeantes,
- La continuité d'alimentation des installations grâce à des systèmes de commutation manuels ou automatiques,
- La protection des biens et des personnes, notamment grâce à des solutions fusibles.

### Energy Efficiency
Energy Efficiency est le département relatif à l’efficacité énergétique des installations et bâtiments tertiaires, industriels ou collectifs. Les capteurs et logiciels développés par Socomec permettent en particulier :
- De mesurer les consommations énergétiques, d’identifier les sources de surconsommation et de sensibiliser les occupants des bâtiments,
- De limiter l’énergie réactive et d’éviter les pénalités tarifaires liées,
- D’utiliser le meilleur tarif, de contrôler la facturation du fournisseur et de répartir précisément les factures énergétiques entre les entités consommatrices,
- Surveiller et rechercher les défauts d'isolement.

### Expert Services
Expert Services est le département relatif aux services proposés par Socomec pour l'étude, la mise en œuvre, l'exploitation et la maintenance de ses solutions, notamment : 
- La maintenance préventive pour réduire le risque et améliorer l'efficacité des équipements,
- La mesure et l'analyse des paramètres électriques qui conduisent à des recommandations d'amélioration de la qualité de l'alimentation électrique,
- L'optimisation du coût total des solutions et l'accompagnement lors de la migration vers une nouvelle génération d'équipements,
- Le conseil, la mise en œuvre et la formation, de l'ingénierie de projet à l'installation de solutions,
- L'étude de la performance de l'installation électrique tout au long du cycle de vie des produits par l'analyse des données transmises par les produits connectés.